# Абатай (бэйлэ)
Айсиньгиоро Абатай (愛新覺羅 阿巴泰; 27 июля 1589 — 10 мая 1646) — манчьжурский бэйлэ (князь) и военный деятель ранней династии Цин. Несмотря на то, что он был непоследовательным и распутным, он, тем не менее, показал значительные способности военачальника и администратора.

## Биография
Абатай родился в маньчжурском клане Айсин Гёро, императорском клане династии Цин, в составе Равнинного Голубого Знамени. Он был седьмым сыном Нурхаци (1559—1626), хана династии Поздняя Цзинь, предшественника династии Цин. Его мать, происходившая из клана Ирген Гёро (伊爾根覺羅), была наложницей Нурхаци.
Абатай возглавил силы Поздней Цзинь для нападения на племена Веджи в 1611 году и племена Джаруд в 1623 году. Он был наказан за то, что бросил своих коллег во время похода на пограничную территории империи Мин в 1629 году. Он также был признан ответственным за потерю Юнпина и других завоеванных минских городов в 1629—1630 годах.
Он получил выговор за некомпетентность при осаде Даляня в 1633 году, но изменил свое поведение, и со своим младшим сводным братом Аджигэ он, по общему мнению, сражался и выиграл 56 сражений. В 1636 году он был щедро вознагражден за боевые заслуги.
В 1641 году Абатай был лишен звания за самовольное отступление во время осады Цзиньчжоу в 1641 году. Затем он возглавил рейдовый отряд в Северный Китай, продвигаясь в Чжили, Шаньдун и Цзянсу с 1642 по 1643 год.
В 1644 году Абатай получил титул «принц Раоюй второго ранга» (饒餘郡王), а в следующем году он был назначен командующим вооруженными силами в Шаньдуне. Он умер в 1646 году.

## Семья
У Абатая от двух жен было пять сыновей (Шангиян, Бохото, Боло, Йоло и Конгули) и семь дочерей.